# یواس‌اس کاتینگا (ای ام‌سی-۴۳)
یواس‌اس کاتینگا (ای ام‌سی-۴۳) (به انگلیسی: USS Cotinga (AMc-43)) یک کشتی بود که طول آن ۹۷ فوت ۱ اینچ (۲۹٫۵۹ متر) بود. این کشتی در سال ۱۹۴۱ ساخته شد.